# Korb (Waffe)

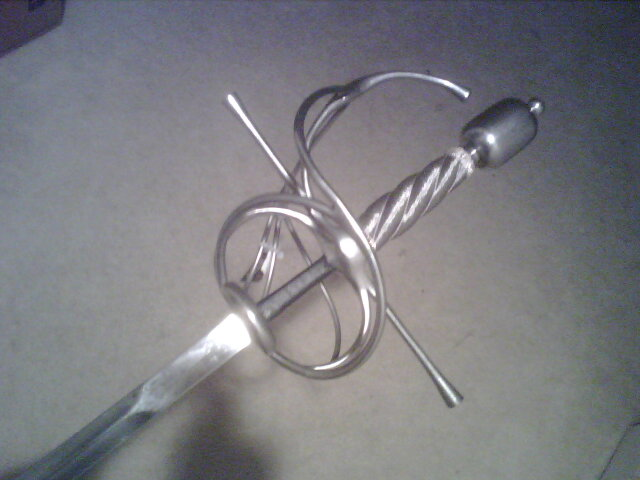
Bügelgefäß (Korb) an einem Degen

Der Korb ist ein Handschutz an Säbel, Degen und Schwertern.
Die Formen des Korbs wurden im Laufe der Zeit immer wieder verändert, um den Schutz der Führhand stetig zu verbessern. Diese Körbe reichen vom einfachen Schutzbügel, der die Finger schützt, bis zum Korb, der fast die gesamte Führhand umschließt. Der Korb kann voll gearbeitet sein, durchbrochen dargestellt oder aus Bügeln zusammengesetzt sein.

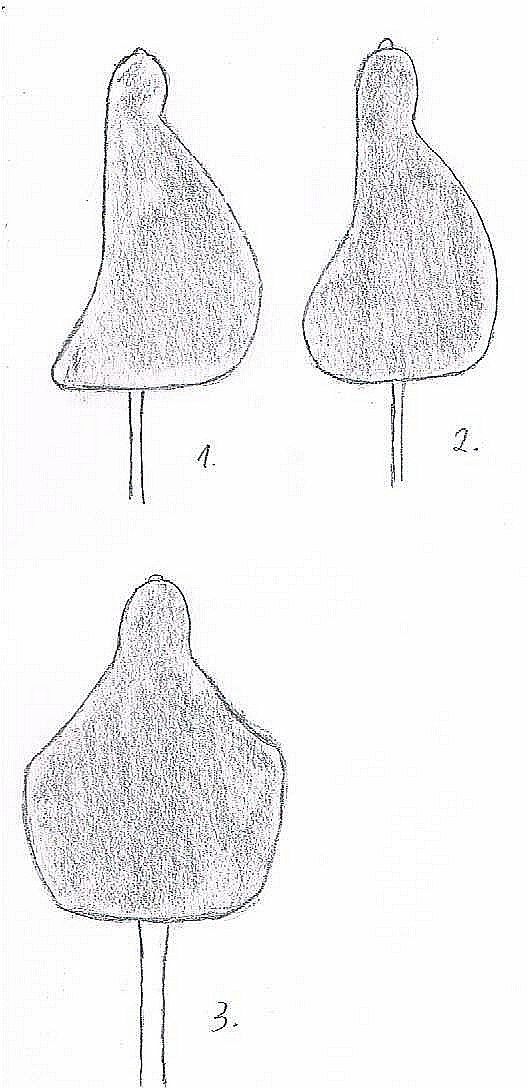

## Korbarten
- 1. Halbkorb: terzseitiger Handschutz
- 2. Dreiviertelkorb: terzseitig ganzer und quartseitig halber Handschutz
- 3. Vollkorb: terz- und quartseitiger Handschutz

## Teile des Korbes (Säbel)
Bild 2.
- 1. "ganze" Griffkappe
- 2. Griffkappenzapfen
- 3. Griffbügel
- 4. Parierstange
- 5. Mitteleisen (äußeres), Gegenseite (inneres)

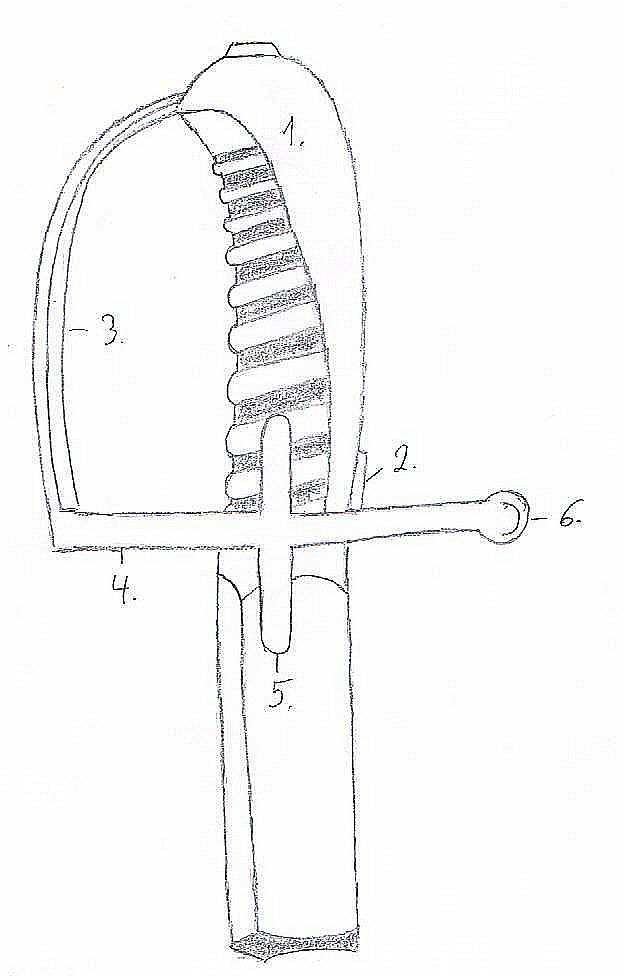
Bild 2.
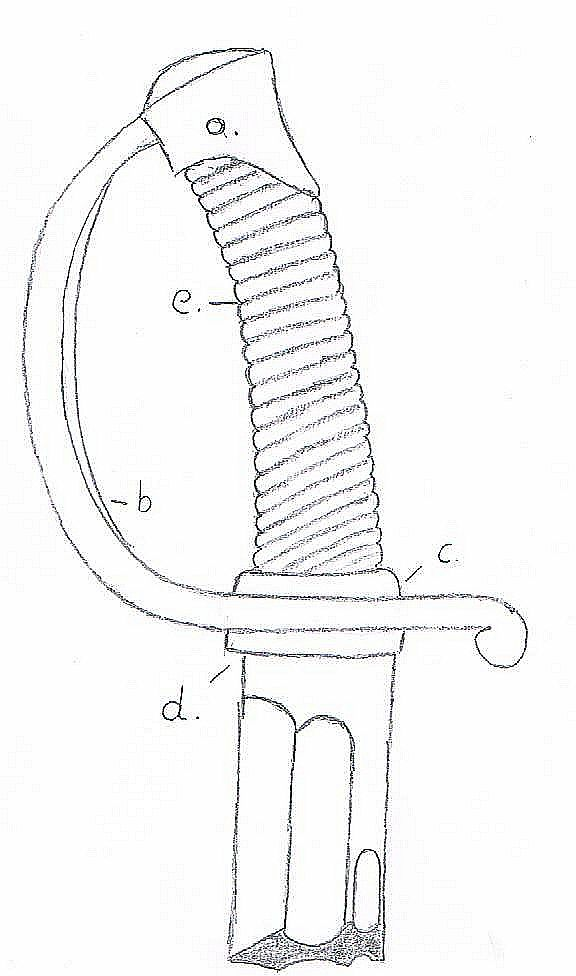
Bild 3.
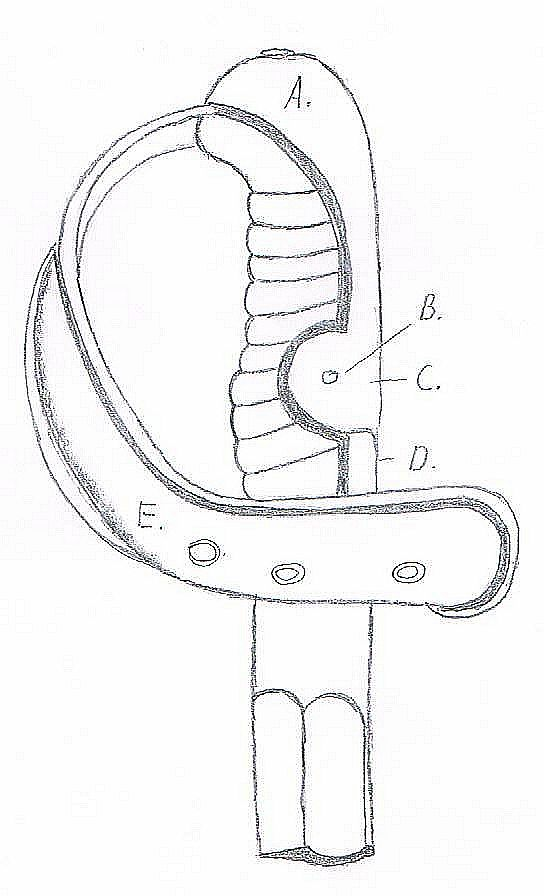
Bild 4.
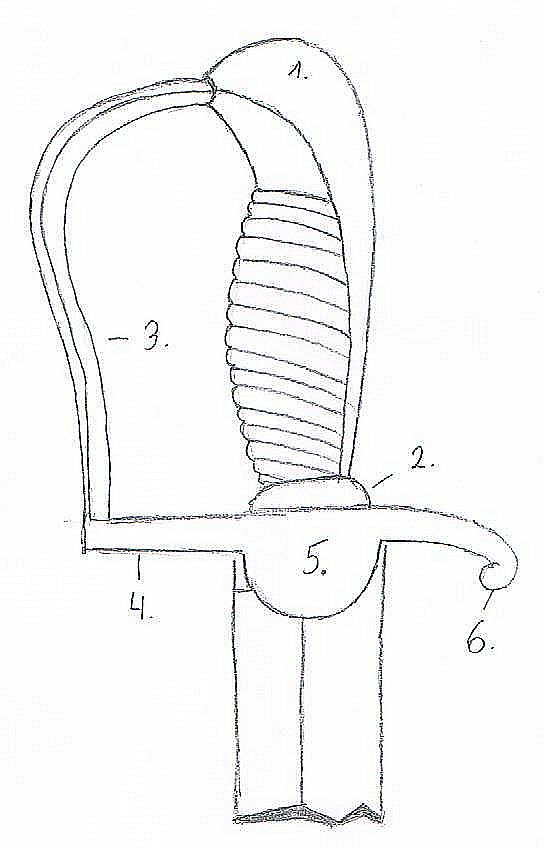
Bild 5.

- 6. Endknopf

Bild 3.
- a. "halbe" Griffkappe
- b. Griffbügelparierstange
- c. Griffußlager
- d. Stoßleder
- e. Griff (Heft, Griffwicklung)

Bild 4.
- A. "ganze" Griffkappe
- B. Querniet
- C. Griffkappenlappen
- D. Daumenauflage
- E. Griffbügelstichblatt

Bild 5.
- 1. "ganze Griffkappe
- 2. Griffring
- 3. Griffbügel
- 4. Parierstange
- 5. Parierstangenlappen
- 6. Endknopf auch Rollknopf

- Bild 2.
- Bild 3.
- Bild 4.
- Bild 5.

## Teile des Korbes (Degen)
Bild 6.
- 1. Parierstange
- 2. Mitteleisen
- 3. Nietknopf
- 4. Knauf
- 5. Griffbügel
- 6. Parierbügel (Eselshuf)
- 7. Parierbügel (Eselshuf)

Bild 7.
- A. Terzbügel
- B. Faustschutzbügel
- C. Klingenbügel
- D. Faustschutzbügel

Bild 8.
- E. Terzbügel, gegenüberliegend Quartbügel
- F. Quartspangen[1]

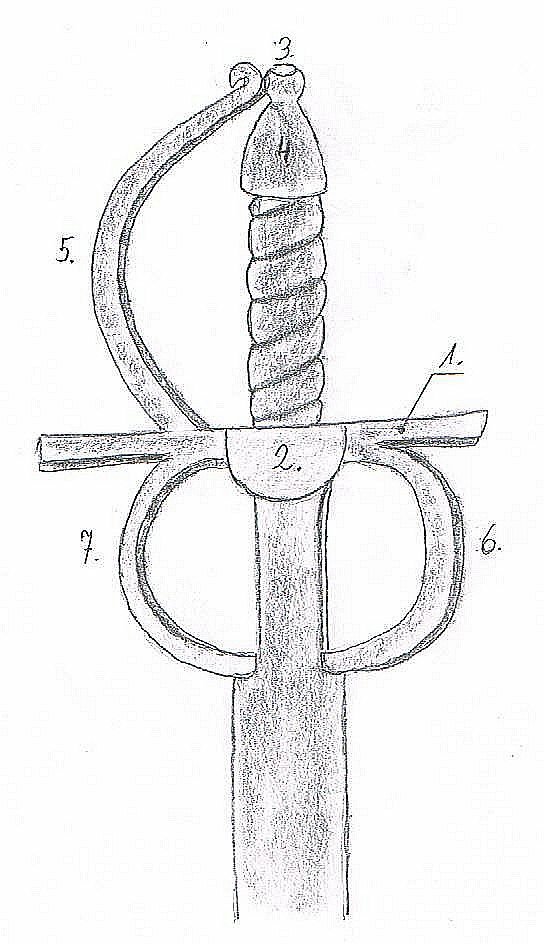
Bild 6.
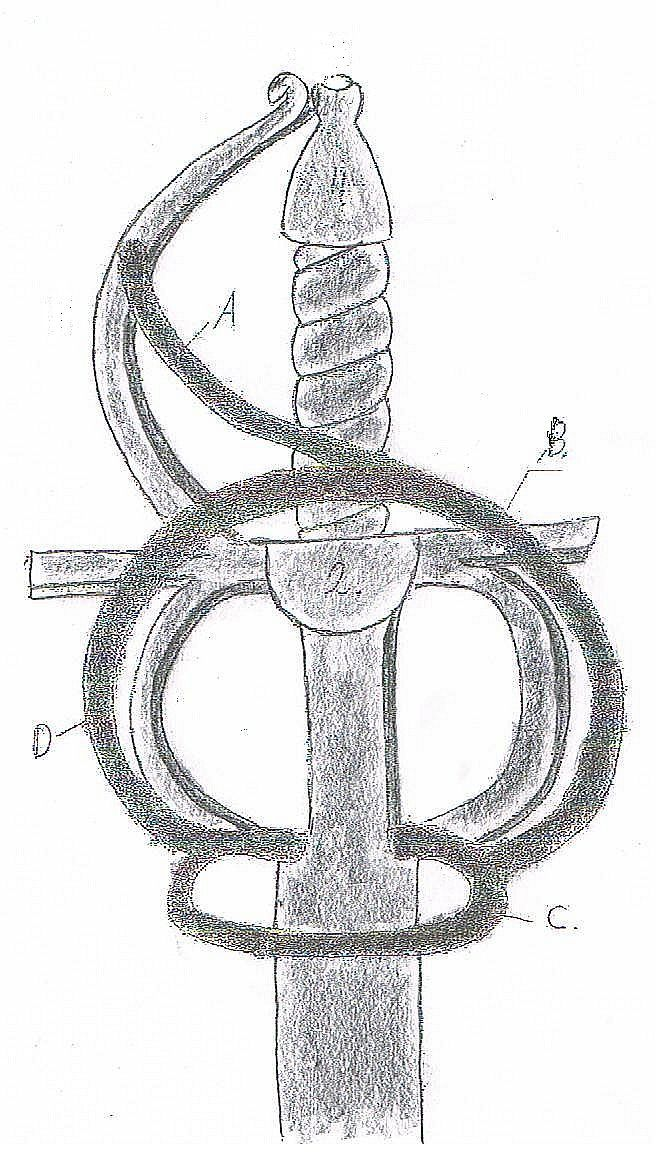
Bild 7.
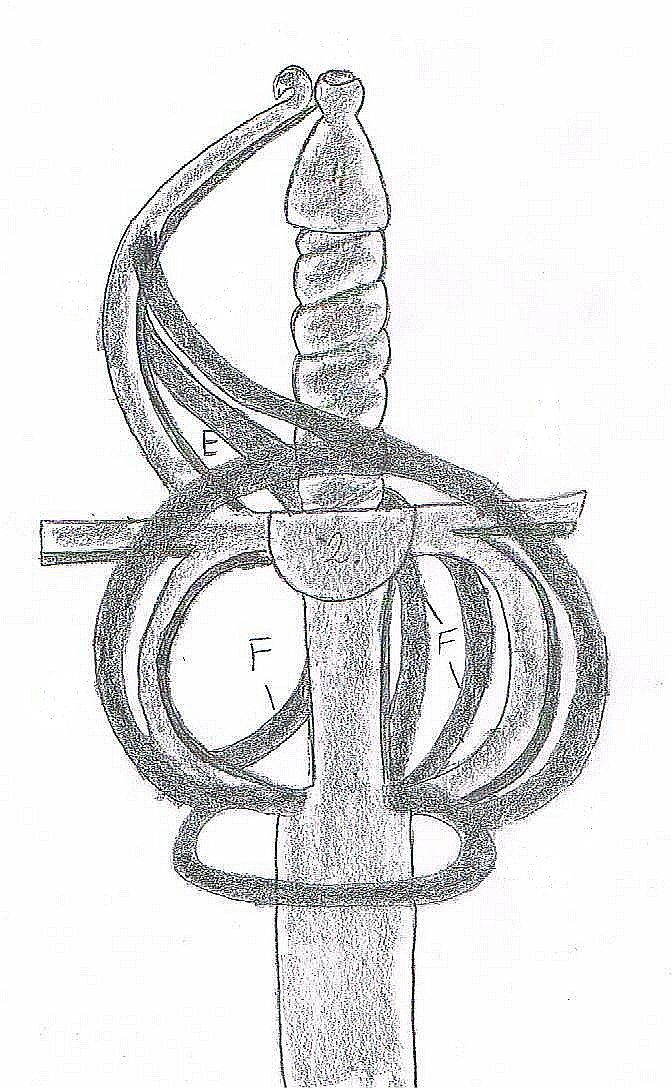
Bild 8.